# Max zéro malgré lui

Max zéro malgré lui (Bushwhacked) est un film américain réalisé par Greg Beeman sortit le 4 août 1995 aux États-Unis et le 28 septembre 1995 en France.

## Synopsis
Max Grabalski, un petit coursier heureux de vivre, est soudainement recherché pour meurtre dans tous les États-Unis. Lors de sa fuite, il entraîne un groupe de scouts qui le prennent pour leur chef.

## Distribution
- Daniel Stern : Max Grabelski
- Jon Polito  (VF : Michel Tugot-Doris)  : Agent Palmer
- Brad Sullivan : Jack Erickson
- Ann Dowd : Mme Patterson
- Anthony Heald : Reinhart Bargdon
- Tom Wood : Anget McMurrey
- Blake Bashoff : Gordy
- Corey Carrier : Ralph
- Michael Galeota : Dana
- Max Goldblatt : Barnhill
- Ari Greenberg : Milton Fishman
- Natalie West : Mme Fishman
- Michael O'Neill : Jon Jordan
- Paul Ben-Victor : Le père de Dana[2]